# Austerlitz (Roman)
Austerlitz ist ein Roman von W. G. Sebald aus dem Jahr 2001. Er erschien als letztes Werk des Autors vor dessen Unfalltod. Er beschreibt den Lebensweg des fiktiven, 1934 in Prag geborenen jüdischen Wissenschaftlers Jacques Austerlitz, der erst nach seiner akademischen Laufbahn seine Herkunft entdeckt und mit der Erforschung seines Schicksals beginnt.
Die englische Übersetzung des Romans wurde mit dem US-amerikanischen National Book Critics Circle Award und dem Independent Foreign Fiction Prize ausgezeichnet. 2015 wurde dieser Roman in einer BBC-Rangliste zu einem der bedeutendsten Werke des frühen 21. Jahrhunderts gewählt, 2019 setzte der Guardian Austerlitz auf Platz fünf seiner Liste der hundert besten Bücher des 21. Jahrhunderts. Es war dabei das am höchsten platzierte  deutschsprachige Buch auf beiden Listen.

## Übersicht

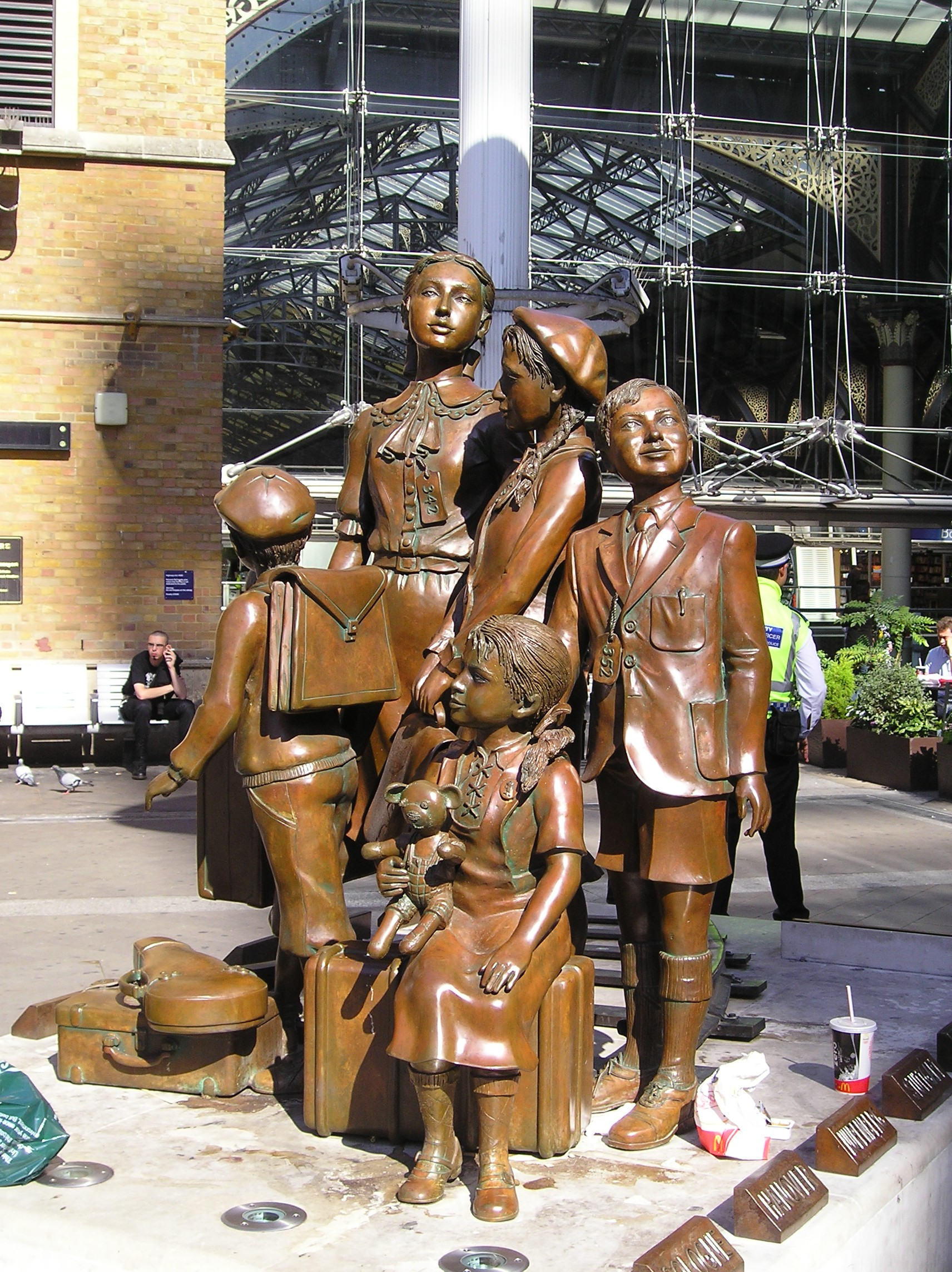
Frank Meislers Denkmal über den Kindertransport vor der Liverpool Street Station

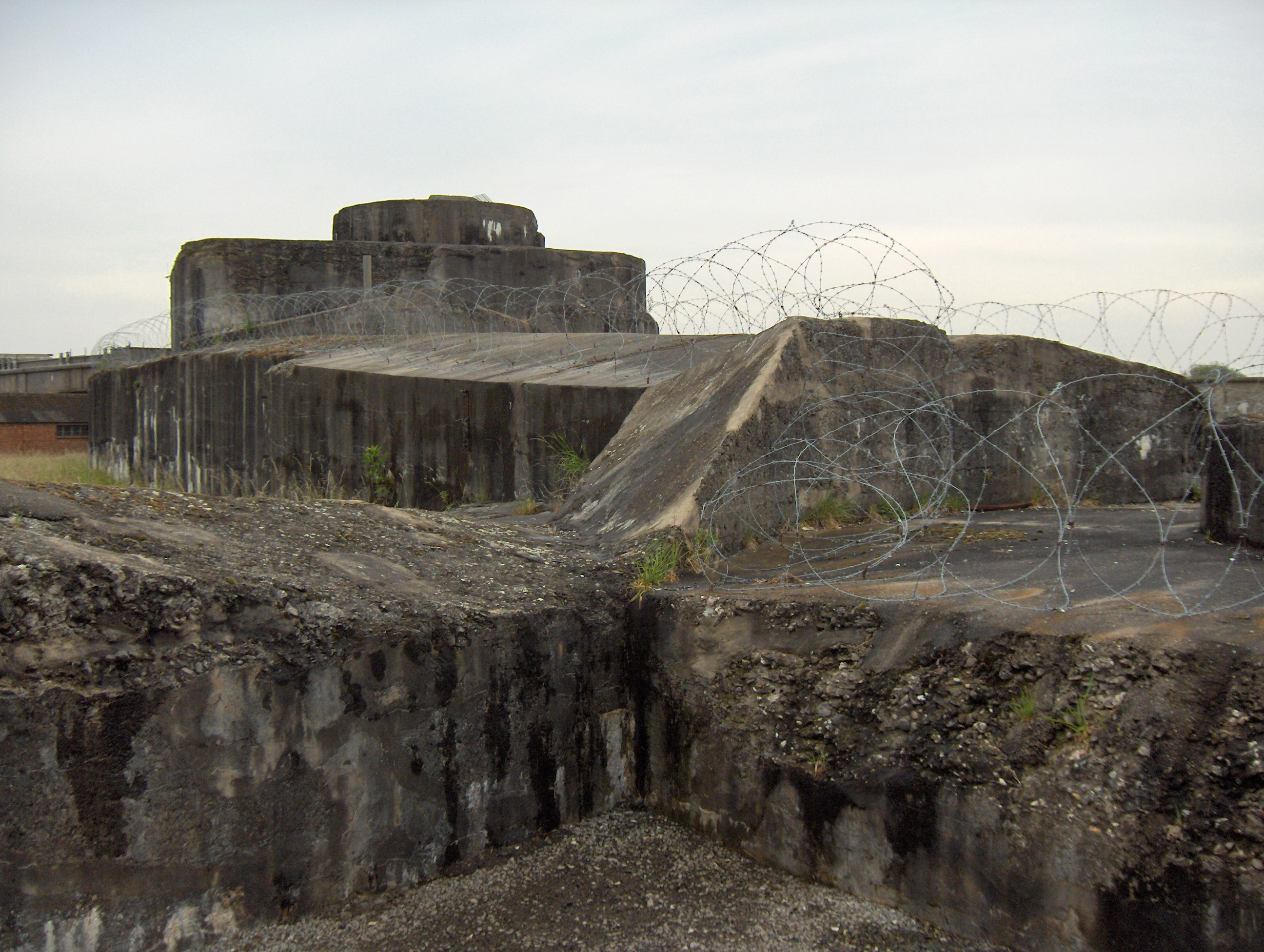
... Festung von Breendonk... und machte mich dann auf den Rückweg nach Mechelen, wo ich anlangte, als es Abend wurde. (Schlusssatz)

Der in England lebende Ich-Erzähler begegnet 1967 bei einem Aufenthalt im Wartesaal der Antwerpener Centraalstation dem dort in der Öffentlichkeit mit Skizzen und einem Fotoapparat arbeitenden Kunsthistoriker Jacques Austerlitz. Der baugeschichtlich interessierte Erzähler spricht Austerlitz an, und die beiden kommen in ein erstes von vielen Gesprächen, die sich – mit einer 1975 beginnenden Pause von nahezu 20 Jahren – über einen Zeitraum von 30 Jahren hinziehen, in denen sie sich sowohl zufällig als auch nach Verabredung in Antwerpen, Lüttich, Zeebrugge, London und Paris treffen.
Inhalt der Gespräche sind zunächst und immer wieder die von Austerlitz fachkundig en passant analysierten Beispiele für den Baustil der kapitalistischen Ära – von der Antwerpener Centraalstation über den Brüsseler Justizpalast bis hin zu der von François Mitterrand initiierten neuen französischen Nationalbibliothek, deren „Familienähnlichkeiten“ Austerlitz untersucht. Obgleich er zunächst nichts über seine Person und sein Leben preisgibt, entwickelt sich zwischen ihm und dem Erzähler ein Lehrer-Schüler-Verhältnis. Aber erst spät offenbart ihm Austerlitz seine inzwischen entdeckte Herkunft, die er akribisch aus den sichtbaren Zeugnissen herauszulesen sucht. „Das ist Sebalds am häufigsten wiederkehrendes Thema in Die Ausgewanderten und Austerlitz: dass das Trauma nicht zugelassen und verdrängt wird, letztlich aber zum Vorschein kommen wird.“
Einen Schwerpunkt der Analysen bilden Bahnhöfe, die Austerlitz zwar schon früh als „Glücks- und Unglücksorte zugleich empfand“, deren Bedeutung für seinen Lebensweg aber ihm erst in einem Erinnerungsblitz Anfang der 1990er Jahre in der Londoner Liverpool Street Station aufgeht: In diesem Bahnhof war er im Sommer 1939 im Alter von viereinhalb Jahren in England angekommen und seinen Pflegeeltern übergeben worden. Seine bisher von ihm Zeit seines Lebens aufwändig verdrängte Herkunft lässt Austerlitz nun nicht mehr los: Nach einem ersten psychischen Zusammenbruch und parallel zu einem Klinikaufenthalt beginnt er, seine Biografie im Rahmen der europäischen Geschichte zu rekonstruieren und die um ein halbes Jahrhundert gealterte Freundin seiner Mutter in Prag sowie die Schicksalsorte seiner Kindheit aufzusuchen.
Er findet heraus, dass es seiner jüdischen Mutter 1939 gelungen war, ihn mit einem Kindertransport aus Prag nach England in Sicherheit zu bringen, wo er bei einem von ihm stets als fremd empfundenen Predigerpaar in Wales und in einem Internat aufwuchs. Seine Mutter wurde im Dezember 1942 nach Theresienstadt, das Austerlitz später besucht, und von dort 1944 zur Ermordung in den Osten gebracht. Sein jüdischer Vater, der sich zunächst nach Frankreich retten konnte, wurde schließlich dort in einem Lager an den Pyrenäen interniert, wo sich bisher alle weiteren Hinweise verlieren.
Austerlitz beschließt dennoch, auch die Spur seines Vaters zu verfolgen. Er übergibt seinem Schüler und Erzähler die Schlüssel zu seinem Haus in London und damit den Zugang zu seiner großen Sammlung von Fotografien, mit denen er stets seine kunst- und kulturkritischen Beobachtungen und die späte Rekonstruktion seines Lebens dokumentiert hat. Dieses Vermächtnis nutzt der Erzähler, um nach dem endgültigen Verschwinden von Austerlitz den Bericht ihrer dreißigjährigen Freundschaft mit einer Auswahl von etwa 80 Fotos und Zeichnungen zu belegen.

## Erzählweise
Ein erstes auffälliges Merkmal ist, dass der Erzähler meist nur die Erörterungen des erzählenden Austerlitz wiedergibt, der wiederum an vielen Stellen seine Gesprächspartner zitiert. Mehr als zwanzig Mal wiederholt der Autor die Inquit-Formel „… sagte mir (…), sagte Austerlitz“. Was über die offiziellen und offiziösen Deutungen der Architektur- und Gesellschaftsgeschichte hinausgeht, wird von den Figuren nur im Erzählen weitergegeben und nur im Zuhören lebendig. Die Sprache ist charakterisiert durch an Appositionen und Nebensätzen reichen Satzgefügen, die sich als Assoziationsketten der Figuren durch ihre Themen ziehen. Ein Beispiel dafür ist ein Satz, der sich über rund neun Seiten erstreckt und in beklemmender Weise von Geschehnissen im Konzentrationslager Theresienstadt berichtet. In dieser Schere von Bericht-Berichten und dem Schein fotografischer Belege öffnet sich der Raum für die „Denkversuche“ des Jacques Austerlitz, die seinen Schüler so faszinieren.
Eine weitere kompositorische Strategie knüpft die in den Einzelthemen und durch die Dauer von etwa 30 Jahren erzählter Zeit so weit auseinander liegenden Abschnitte verdichtend zusammen: Nach jeder Unterbrechung setzt der Ich-Erzähler seinen Monolog fort – selbst nach ihrer 20-jährigen Kommunikationspause: „So hat Austerlitz auch an diesem Abend in der Bar des Great Eastern Hotel, ohne auch nur ein Wort zu verlieren über unser nach solch langer Zeit rein zufällig erfolgtes Zusammentreffen, das Gespräch mehr oder weniger dort wieder aufgenommen, wo es einst abgebrochen war.“
Dem Eindruck des Verlustes an realer Substanz durch das Hörensagen arbeitet das Buch mit einer Vielzahl von Daten und Bildquellen entgegen: Etwa 80 Fotos und Zeichnungen geben der Biografie des Jacques Austerlitz ihre Erdung und Realitätsinfusion. Aber auch diese Realität bleibt eine poetische Konstruktion: „Es gibt nur zwei Fotos von Austerlitz im Buch: eines mit etwa 17, in der Rugby-Mannschaft der Schule, und eines mit vier (…). Das ist das eindringliche Titelbild, auf dem er (…) als Schleppenträgerin der Rosenkönigin gekleidet ist.“ Das erste aber zeigt Sebalds Freund Peter Jonas in dessen Internats-Mannschaft, das zweite ist die Vorderseite einer Postkarte, die Sebald vermutlich auf dem Trödel gefunden hat.
Wie auch schon in Die Ausgewanderten verwendet Sebald für Austerlitz´ fiktive Biografie andere Schicksale, die er, in der Regel ungefragt und unerlaubt, als Bausteine in einer Art „Bricolage“ oder„Collage“ verbindet. Das zentrale Vorbild für den erwachsenen Jaques Austerlitz, „für Sebalds am meisten leidenden Juden, Austerlitz, ist womöglich auch kein Jude.“
Hinter diesen mehrfach von Sebald geleugneten Aneignungen steht nach Angier eine Wahrheitsüberhöhung zur Identifikation des Lesers mit der Hauptfigur: „Wie sehr sich die Deutschen auch bemühten, sollte er sagen, sie sind nie einem Juden begegnet, also blieben ihre Opfer für sie moralisch abstrakt. Die Wahrheit lässt sich allein durch die Begegnung mit realen, individuellen Menschen wirklich begreifen, sagte er im letzten Jahr seines Lebens. (…) [Das ist] der Schlüssel zu seinem Schreiben.“

## „Metaphysik der Geschichte“
Für die nacherzählende Verlebendigung des Holocaust an einzelnen Figuren verwendet Sebald eine besondere Betrachtung der physischen Erinnerungsorte. So berichtet der Erzähler über Austerlitz, dass dieser mehr als ein Dutzend Objektkomplexe bzw. ihre Fotos oder Zeichnungen im Kontext der Verfolgung und Ermordung reinterpretierte, wodurch beispielsweise Bahnhöfe, aber auch die neue französische Nationalbibliothek einen zusätzlichen Bedeutungsraum gewinnen. Diese über die ausschließlich kunsthistorischen Betrachtung hinausgehende, die individuellen Gefühls- und Leidensgeschichten integrierende Ästhetik bezeichnet der Erzähler als „Metaphysik der Geschichte“: „Es war für mich von Anfang an erstaunlich (…), wie für ihn [Austerlitz] die erzählerische Vermittlung seiner Sachkenntnis die schrittweise Annäherung an eine Art Metaphysik der Geschichte gewesen ist, in der das Erinnerte noch einmal lebendig wurde.“
So verdeutlicht Austerlitz die Schmerzensspuren, die sich „in unzähligen feinen Linien durch die Geschichte ziehen“, in einem Verfahren, das die architektonischen Gebilde in den sozialen Kontext ihrer Entstehung stellt, das durch ihre Dimensionierung und Anlage vorbestimmte Verhalten ihrer Betrachter und Nutzer analysiert und die damit verbundenen Assoziationen, Gefühle und Träume protokolliert – „die virtuosen Passagen über kapitalistische Architektur oder die Gefühle anderer Kreaturen“. „Vor allem ist es eine metaphysische Geschichte, wobei ´metaphysisch´ im Sinne Sebalds bedeutet, dass sie über die gewöhnlichen Raum-Zeit-Struktur unserer Welt hinausgeht.“ Auf die seinem Schreiben zugrundeliegende Weltwahrnehmung habe Sebald oft angespielt: „Am meisten interessierte ihn, wie er sagte, die Metaphysik: die Erforschung der wahren Natur der Wirklichkeit, die jenseits der Physik, jenseits dieser Welt, ´jenseits des eigenen Verstehens´ liegt.“

## Rezeption
Mit der Veröffentlichung von Austerlitz in der britischen und dann der amerikanischen Ausgabe befand Sebald „sich auf einem Karussell, das er nicht mehr stoppen konnte. Die Rezensionen strömten auf beiden Seiten des Atlantiks nur so herein, fast alle waren hymnisch. In der New York Times besiegelte Richard Eder seinen Ruhm endgültig, indem er schrieb: ´Sebald kann zusammen mit Primo Levi als wichtigster Sprecher des Holocaust gelten und mit ihm als wichtigster Widerspruch zu Adornos Diktum, wonach es danach keine Kunst mehr geben könne.´“

## Ausgaben
- W.G. Sebald, Austerlitz. Hanser, München 2001, ISBN 3-446-19986-1
- W.G. Sebald, Austerlitz. 2. Auflage Fischer TB Verlag, Frankfurt 2003, ISBN 3-596-14864-2

## Bearbeitungen
Austerlitz. Hörspiel nach dem gleichnamigen Roman von W.G. Sebald. 83 Minuten. MDR 2011. Mit Ernst Jacobi, Ulrich Matthes und Rosemarie Fendel. Bearbeitung und Regie: Stefan Kanis, ISBN 978-3-86717-842-6
Austerlitz Dokumentarfilm nach dem gleichnamigen Roman von W.G. Sebald. 90 Minuten. Regie: Stan Neumann, Frankreich 2014, gesendet auf ARTE (deutsch) 2015.
Stuke after Sebald’s Austerlitz Foto-Projekt der Fotografin Karen Stuke, die die im Roman beschriebenen Orte besuchte und so die Reise mit ihrer Lochkamera nachvollzog. Premiere der Ausstellung: The Wapping Project, London.